# Бутурлин, Сергей Петрович
Сергей Петрович Бутурлин (1803—1873) — генерал от инфантерии, член Военного совета Российской империи; библиофил.

## Биография
Происходил из старинного русского дворянского рода. Младший сын отставного капитана лейб-гвардии Измайловского полка Петра Михайловича Бутурлина (1763—1828) от брака с княжной Марией Алексеевной Шаховской (1768—1803). Его братья и сёстры:
- Михаил (1786—1860) — генерал-лейтенант, Нижегородский губернатор
- Дмитрий (1790—1849) — генерал-майор, тайный советник, член Государственного совета, историк.
- Анна (1791—1879)
- Наталья (ок. 1792—не ранее 1820)
- Елизавета (ок. 1794—?)
- Николай (ок. 1796—не позднее 1828)
- Мария (ок. 1799—1839)
- Пётр (1800—1876) — действительный тайный советник
- Александра (1800—1874), с 1820 года жена ротмистра Александра Михайловича Майлевского.
- Алексей (1802—1863) — генерал-лейтенант, Ярославский губернатор, сенатор.

Получив домашнее воспитание в 1820 году, он был определён юнкером в Кавалергардский полк, где через два года (11 сентября 1822 года) произведён в корнеты.

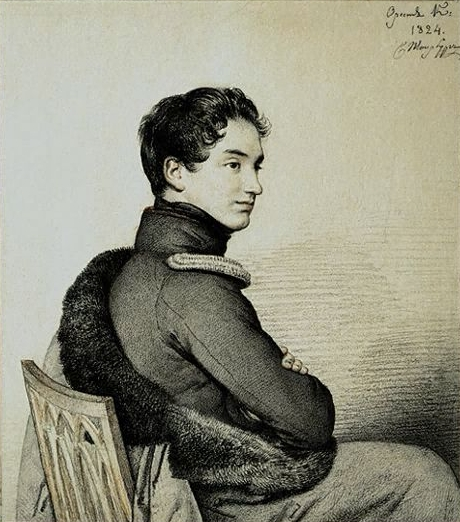
Сергей Бутурлин на портрете Кипренского (1824)

В 1825 году, во время восстания декабристов, остался верен императору и был удостоен в числе прочих Высочайшей Его Императорского Величества признательности. 19 марта 1826 года произведён в поручики.
С открытием в 1828 году военных действий с Турцией, состоя в должности адъютанта при генерал-адъютанте Депрерадовиче (с 9 февраля 1827 года), участвовал во многих делах и сражениях с турками, причём в июле 1828 года был командирован в главную квартиру к генерал-фельдмаршалу графу Витгенштейну с донесением. За отличия, оказанные во время этой кампании и особенно при осаде крепости Варны, был награждён орденом св. Владимира 4-й степени с бантом.
6 декабря 1829 года произведён в штабс-ротмистры, 1 октября 1830 года по болезни уволен в отставку.
Когда вспыхнул мятеж в Польше, Бутурлин снова поступил на службу и 6 мая 1831 года был зачислен в Кавалергардский полк с назначением адъютантом к генерал-фельдмаршалу Дибичу-Забалканскому, а через месяц, 7 июня, переведён на ту же должность к главнокомандующему действующей армией графу Паскевичу-Эриванскому. В этой должности он состоял всю кампанию, исполняя особо возлагаемые на него поручения и участвуя в делах и сражениях против польских мятежников. За отличное мужество и храбрость, оказанные в при взятии приступом передовых Варшавских укреплений и городового вала, награждён орденом св. Анны 2-й степени.
16 апреля 1833 года был переведён в лейб-гвардии Литовский полк с переименованием в штабс-капитаны и, вскоре затем (29 мая) произведён в капитаны, а 6 декабря 1835 года — в полковники. 2 ноября 1843 года назначен помощником начальника штаба Отдельного Кавказского корпуса, 19 февраля 1844 года переведён в Генеральный штаб. 24 мая того же года назначен начальником походного штаба генерал-адъютанта Нейдгардта и, состоя в этой должности, всё лето находился в экспедиции в Чечне и Дагестане.
8 февраля 1845 года был уволен по домашним обстоятельствам в отставку генерал-майором с мундиром и пенсией. Пробыв ровно три года вне службы, 11 апреля 1848 года был определён состоящим при главнокомандующем действующей армией для управления в Царстве Польском рекрутским набором с переводом в Генеральный штаб (старшинство в чине генерал-майора также установлено с 11 апреля 1848 года).
В 1849 году находился в Венгрии и сражался с мятежниками, особенные отличия оказал в сражении при Дебречине. Кроме того здесь на него было возложено важная миссия склонить к безусловной сдаче гарнизон крепости Арад. Вступив немедленно в сношения с крепостью, он очень скоро убедил гарнизон в необходимости положить оружие. Результатом этого было занятие русскими войсками крепости, в которой находилось 143 орудия и до 4000 защитников. За заслуги, оказанные в течение всей Венгерской кампании он был награждён орденом св. Станислава 1-й степени и от австрийского императора получил орден Железной короны 1-й степени.
По окончании войны, Бутурлин был назначен членом ликвидационной комиссии для окончания расчётов с Австрией и за труды в этой комиссии был награждён орденом св. Анны 1-й степени и австрийским командорским крестом св. Стефана.
Крымская война вновь вызвала Бутурлина к боевой деятельности. В 1853 году он был назначен начальником штаба войск, расположенных в придунайских княжествах, а по образовании армии исправлял при ней обязанности генерал-квартирмейстера. Занимая столь важную должность, он снова имел не один случай показать свои военные дарования. За отличную храбрость и мужество в делах при переправе через Дунай у Браилова и при овладении правым берегом Дуная пожалован орденом св. Владимира 2-й степени с мечами, за осаду крепости Силистрии — золотой шпагой, украшенной бриллиантами, с надписью «За храбрость».
После высадки англо-французов в Крыму Бутурлин находился в Севастополе и 30 ноября 1855 года за оборону этого города был награждён орденом Белого орла с мечами и 15 июня 1855 года произведён в генерал-лейтенанты.
При образовании 1-й армии, в 1856 году, назначен генерал-квартирмейстером, откуда в 1857 году был командирован с депутацией от русской армии в австрийские владения для присутствия при похоронах генерал-фельдмаршала графа Радецкого, а с 7 февраля 1859 года по 24 июня 1864 года числился в запасных войсках, с оставлением по Генеральному штабу.
С образованием военных округов, 24 июня 1866 года, назначен помощником командующего войсками Одесского военного округа и, занимая эту должность, неоднократно командовал войсками округа и исправлял должность Новороссийского и Бессарабского генерал-губернатора. 30 августа 1869 года произведён в генералы от инфантерии. 16 апреля 1872 года назначен членом Военного совета.
Скончался 1 апреля 1873 года в Москве, на 70 году от роду, из списков исключён 5 апреля, похоронен на кладбище Симонова монастыря.
Как и некоторые другие Бутурлины, Сергей Петрович увлекался собиранием редких книг. Его коллекцию украшали рукописный родословец допетровского времени и первое издание путевых записок Олеария. Бутурлин напечатал несколько статей в военной периодике, среди которых известна «О военном значении железных дорог и особенной их важности для России» («Военный сборник», 1866, № 7).

## Семья

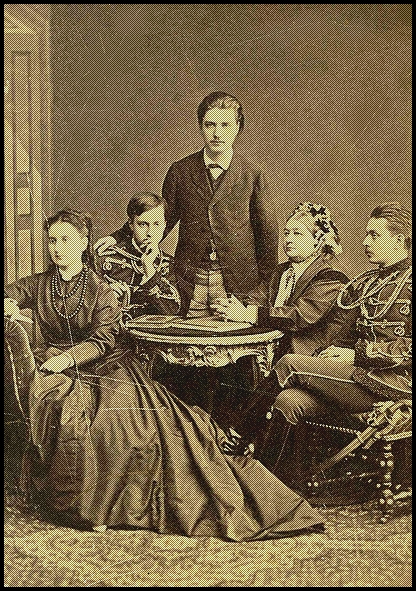
М. С. Бутурлина с детьми

Жена (с 1840 года) — княжна Мария Сергеевна Гагарина (25.06.1815—27.10.1902), фрейлина двора, дочь князя С. И. Гагарина; единственная наследница своего отца, имевшего 5 тысяч душ крестьян, 30 000 десятин земли, дома в Москве и Петербурге. Умерла от воспаления легких в Ясеневе, похоронена рядом с мужем в Симоновом монастыре. В браке имела пять детей, которые по словам современницы, были «воспитаны на русский лад, то есть были разнузданны, недисциплинированны и непослушны донельзя, но были добрые дети, особенно Сергей, старший и любимец матери».
- Сергей Сергеевич (1842—1920), военный агент в Англии, командовал 2-й гренадерской дивизией, генерал от инфантерии в отставке. Последний владелец усадьбы Ясенево.
- Варвара Сергеевна (1844—1848)
- Александр Сергеевич (1845—1916), окончил Московский университет, жил в Швейцарии и Лондоне, поддерживал издание лавровского журнала «Вперёд!»; входил в кружок В. И. Танеева. Привлекался к суду, в 1881 году был выслан в Сибирь на 5 лет. Помогал Л. Толстому в его евангельских изысканиях. Был женат на польке Елизавете Михайловне Снитко (1849—1918), их сын — С. А. Бутурлин.
- Мария Сергеевна (1848—15.08.1915[4]), фрейлина двора, замужем с 9 мая 1871 года[5] за графом Александром Львовичем Салтыковым.
- Дмитрий Сергеевич (1850—1920), начальник 26-й пехотной дивизии, генерал от инфантерии в отставке.

## Награды
- Орден Святой Анны 4-й степени (1826 год)
- Орден Святого Владимира 4-й степени с бантом (1828 год)
- Орден Святой Анны 2-й степени (1831)
- Знак ордена За военное достоинство 4-й степени (1831 год)
- Табакерка с вензелем Его Величества, бриллиантами украшенная (1844)
- Орден Святого Станислава 1-й степени (1849 год)
- Орден Святой Анны 1-й степени (1850 год)
- Орден Святого Георгия 4-й степени (26 ноября 1851 года, за беспорочную выслугу 25 лет в офицерских чинах, № 8603 по кавалерскому списку Григоровича — Степанова)
- Орден Святого Владимира 2-й степени с мечами (1854 год)
- Золотая шпага «За храбрость», украшенная бриллиантами (10 ноября 1854 года)
- Орден Белого орла с мечами (1855 год)
- Табакерка с портретом Его Величества (1856)
- Знак отличия за XXV лет беспорочной службы (1857)
- Орден Святого Александра Невского (8 февраля 1859 года)
- Алмазные знаки к Ордену Святого Александра Невского (30 августа 1867 года)
- Табакерка с портретом Его Величества, бриллиантами украшенная (1871)

иностранные:
- Австрийский орден Железной короны 1-й степени (1850 год)
- Австрийский Орден Святого Стефана командорский крест (1850 год)
- Прусский орден Красного орла 2-й степени со звездой (1851 год)
- Австрийский орден Леопольда 1-й степени (1858 год)
- Прусский орден Красного орла 1-й степени (1858 год)